# 문헌공
문헌공(文憲公/文獻公)은 시호의 하나이다.

## 文憲公

### 고려
- 최충(崔冲, 984년 ~ 1068년)
- 백이정(白頤正, 1247년 ~ 1323년)

### 조선
- 정도전(鄭道傳, 1342년 ~ 1398년)[1]
- 박원형(朴元亨, 1411년 ~ 1469년)
- 윤자운(尹子雲, 1416년 ~ 1478년)
- 이총(李灇, 1488년 ~ 1544년)[2]
- 이양원(李陽元, 1526년 ~ 1592년)[3]
- 기대승(奇大升, 1527년 ~ 1572년)[4]
- 이유태(李惟泰, 1607년 ~ 1684년)[5]
- 남용익(南龍翼, 1628년 ~ 1692년)[6]
- 민응수(閔應洙, 1684년 ~ 1750년)[7]
- 박사수(朴師洙, 1686년 ~ 1739년)[8]
- 이기진(李箕鎭, 1687년 ~ 1755년)[9]
- 김상성(金尙星, 1703년 ~ 1755년)[10]
- 김상복(金相福, 1714년 ~ 1782년)[11]
- 이휘지(李徽之, 1715년 ~ 1785년)[12]
- 정범조(丁範祖, 1723년 ~ 1801년)[13]

## 文獻公
- 박연(朴堧, 1378년 ~ 1458년)[14]
- 정여창(鄭汝昌, 1450년 ~ 1504년)[15]
- 이행(李荇, 1478년 ~ 1534년)[16]
- 공서린(孔瑞麟, 1483년 ~ 1541년)[17]
- 윤봉구(尹鳳九, 1683년 ~ 1767년)[18]
- 조명정(趙明鼎, 1709년 ~ 1779년)[19]
- 박윤원(朴胤源, 1734년 ~ 1799년)[20]